# Hamilton (Schotland)
Hamilton is een stad (town) in Schotland van ongeveer 50.000 inwoners.  De stad was vroeger de hoofdstad van het graafschap Lanarkshire en is nu het administratieve centrum van het raadsgebied South Lanarkshire. 

## Geografie
Hamilton ligt een kilometer ten westen van de Clyde bij de samenkomst met Avon Water, ongeveer 12 km ten zuidoosten van Glasgow.

## Indeling
Hamilton omvat de volgende plaatsen of areas: 

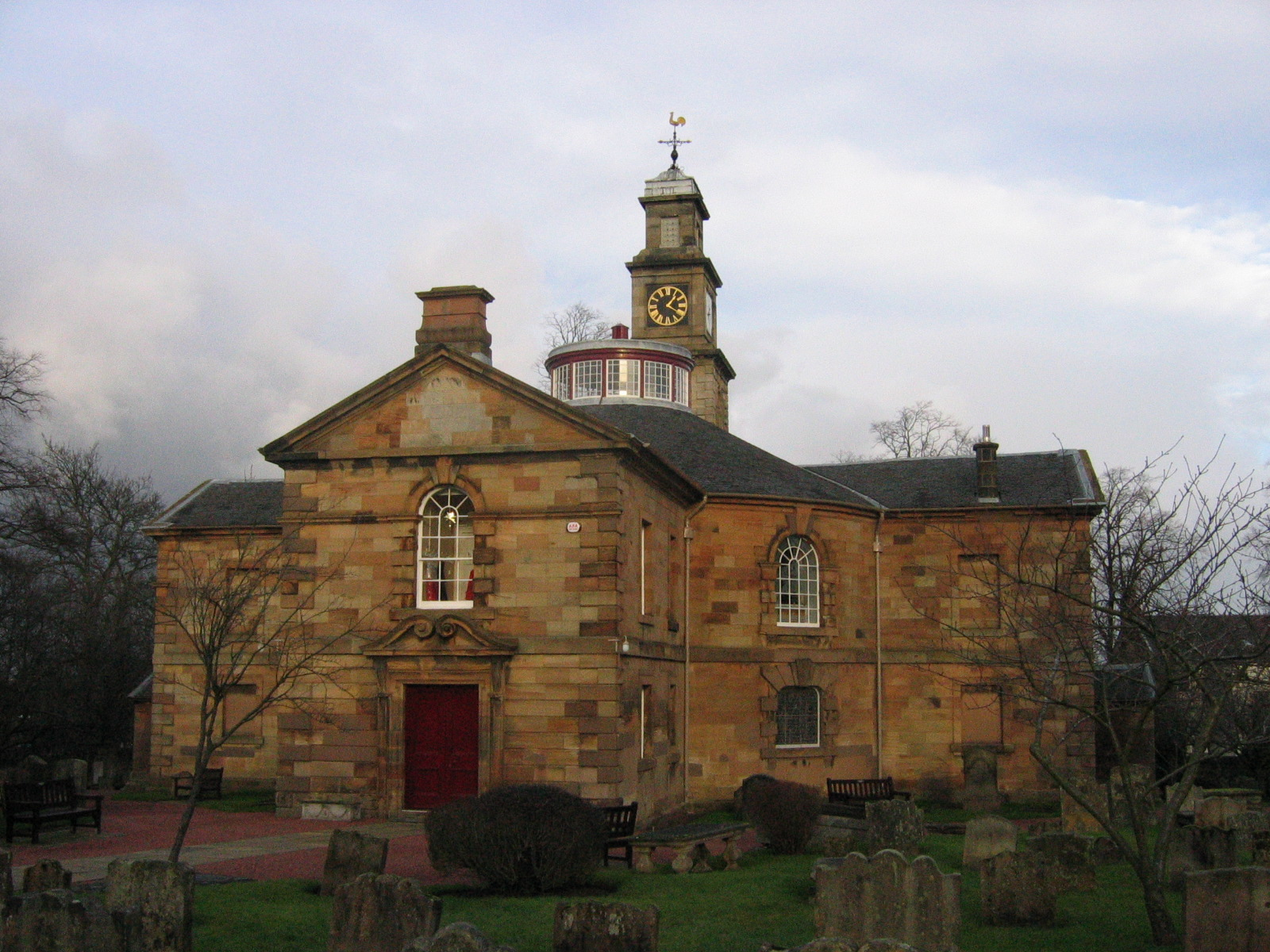
Hamilton Old Parish Church

Avongrove, 
Burnbank, 
Barncluith,
Earnock Estate, 
Eddlewood, 
Fairhill, 
Ferniegair, 
High Earnock, 
Hillhouse, 
Little Earnock
Low Waters, 
Meikle Earnock, 
Silvertonhill, 
Torheads Farm, 
West Craigs en 
Whitehill.

## Sport
Hamilton Academical FC is de betaaldvoetbalclub van de stad en speelt haar wedstrijden in New Douglas Park.

## Partnerstad
- Châtellerault (Frankrijk)

## Geboren in Hamilton
- Nicol Williamson (1938-2012), acteur
- Colin Miller (1964), voetballer en voetbaltrainer